# Монополлист
МонополЛист је гласило Студентске уније Економског факултета Универзитета у Београду.
Основан је 1997. године и има за циљ промовисање идеја и активности усмерених на побољшање студирања. Часопис се издаје 6 пута годишње.
Убрзо након настанка, „МонополЛист“ је прерастао замишљену форму интерног информатора. Први број је бројао две, а последњи 48 страница. Лист је носилац бројних признања и цитирали су га Наша борба, Глас јавности, Време, Данас, БУМ, сплитски Ферал трибјун и Њујорк тајмс. О развоју МонополЛист-а Видео Недељник (ВИН) је снимио прилог, који је емитован на 20 независних ТВ станица широм Србије.
Од априла 2005. године лист значајно осавремењује концепцију рада. Лист се проширује ван зграде Еконономског факултета и дистрибуира се и на Факултету политичких наука, Факултету организационих наука и Филолошком факултету Универзитета у Београду.
У новембру 2006. године, на конференцији у Загребу, „МонополЛист“ је постао део Европске мреже студентских часописа. Циљ уласка у мрежу јесте размена искустава, информација и текстова са часописима из других земаља Европе. Мрежа тренутно има 40 чланова из 14 земаља.

## Познате личности које су дале интервју за МонополЛист
- Чарлс Виплош — швајцарски економиста
- Вим Вендерс — немачки редитељ
- Кели Пердју — победник серијала Шегрт
- Радован Јелашић — гувернер Народне банке Србије
- Владимир Илић — директор Пореске управе
- Кори Удовички — бивши гувернер и министар рударства и енергетике
- Новак Ђоковић — најбољи српски тенисер
- Игор Ракочевић — кошаркаш
- Горчин Стојановић - уметнички директор Југословенског драмског позоришта
- Зоран Костић Цане - фронтмен групе „Партибрејкерс“
- Зоран Куљача- председник Спортског друштва „Економист“
- Снежана Самарџић-Марковић - министар за спорт и омладину
- Горан Султановић - глумац
- Звонимир Ђукић Ђуле - фронтмен рок групе „Ван Гогх“
- Ана Станић - поп певачица
- Зоран Кесић - ТВ водитељ, аутор емисије „Дензинформатор“ и „Фајронт Република“
- Игор Бугарски и Александар Тодоровић Бекан - сарадници емисије „Фајронт Република“
- Милан Тодоровић - режисер и продуцент филма „Зона мртвих“
- Кристина Клебе - америчка глумица
- Данијел Павловић и Нина Петковић - учесници реалити шоу „Операција тријумф“
- Земља Грува - београдска поп група
- Жарко Ковачевић - фронтмен групе С. А. Р. С.
- Даринка Радојевић - координатор пројеката „Подршка спровођењу Националне стратегије одрживог развоја Републике Србије“
- Зоран Цвијановић - глумац
- Ђорђе Давид - рок певач
- Ивана Станковић - светски топ-модел
- Мирко Луковић - дизајнер звука, музички продуцент, соло извођач; фронтмен групе Р. А. Р. Е.
- Игор Бракус - радио водитељ Б92
- Дејан Шошкић - гувернер Народне банке Србије
- Давор Јовановић Први глас Србије
- Рамбо Амадеус